# Květen 2006
1. května – pondělí
 Čína oznámila úspěšný test vlastního rychlovlaku na principu magnetické levitace vlastní konstrukce. Toto zařízení dosahuje rychlosti 160 km/hod a je schopno pojmout 60 pasažérů.
 Finsko, Španělsko, Portugalsko a Řecko zrušily omezení přístupu na trh práce pro občany nových zemí Evropské unie. Připojily se k Británii, Irsku a Švédsku, které omezení ani nezavedly.
3. května – středa
 Evropská unie splnila svoji pohrůžku a přerušila rozhovory se Srbskem a Černou Horou o vstupu zemí do Evropské unie. Bělehrad přes opakované výzvy nepředal do konce dubna do rukou Mezinárodního trestního tribunálu pro bývalou Jugoslávii (ICTY) v Haagu bosenskosrbského generála Ratka Mladiče, obviněno z řady válečných zločinů.
 V Tichém oceánu nedaleko ostrovů Tonga došlo ve středu v půl šesté večer středoevropského času k silnému zemětřesení o síle 8,0 až 8,1 stupně Richterovy škály. Bylo vydáno varování před možnými vlnami tsunami pro oblast Nového Zélandu, Fidži a Havaje. Později se ukázalo, že ke vzniku tsunami naštěstí nedošlo.
 Airbus A320 arménských aerolinií se v dopoledních hodinách zřítil u ruského Soči do Černého moře. Předpokládá se, že nikdo ze 113 lidí na palubě havárii nepřežil. Pravděpodobnou příčinou bylo mimořádně špatné počasí - silný vítr a minimální viditelnost.
4. května – čtvrtek
 Sopka Merapi na indonéském ostrově Jáva chrlí doposud pokojně lávu. Vulkanologové varují, že je poměrně pravděpodobná větší erupce sopky a část obyvatel z okolí se začala evakuovat.
5. května – pátek
 Do polské vlády premiéra Marcinkiewicze vstoupí krom Sebeobrany i Liga polských rodin a vláda tak bude mít parlamentní většinu. Informovala o tom televize TVN 24.
6. května – sobota
 Zemřel generál a bývalý pilot RAF František Peřina (* 8. duben 1911).
7. května – neděle
 Urna s ostatky protektorátního předsedy vlády generála Aloise Eliáše a jeho ženy Jaroslavy byly během slavnostního aktu státního pohřbu uloženy s vojenskými poctami v Národním památníku na Vítkově.
8. května – pondělí
 Americký prezident George W. Bush nominoval do funkce nového ředitele Ústřední zpravodajské služby (CIA) generála vojenského letectva Michaela Haydena.
9. května – úterý
 Estonský parlament ratifikoval Evropskou ústavu jako patnáctá země EU.
10. května – středa
 Jedenáctým prezidentem Itálie byl zvolen postkomunista Giorgio Napolitano, bývalý ministr vnitra a poslanec Evropského parlamentu.
12. května – pátek
 Představenstvo korejského koncernu Hyundai schválilo smlouvu s ČR o výstavbě automobilky v Nošovicích. Vláda ČR tuto smlouvu odsouhlasila již ve středu. Celkové investice z korejské strany by měly přesáhnout částku jedné miliardy eur a vytvořit minimálně 1000 nových pracovních míst.
 Exploze ropovodu v Nigérii usmrtila minimálně 200 lidí. K podobným tragédiím zde dochází poměrně často, protože ropa a výrobky z ní jsou pro většinu zdejších lidí prakticky nedostupné a domorodí obyvatelé se je pokoušejí získat riskantním navrtáváním ropovodů.
14. května – neděle
 Podle oficiálních výsledků se vítězem prezidentských voleb v Čadu stal dosavadní prezident Idriss Déby. Získal 77,5 % hlasů.
15. května – pondělí
 Spojené státy americké oznámily, že po 25 letech obnoví diplomatické styky s Libyí. K oteplení vzájemných vztahů došlo po zničení libyjských zbraní hromadného ničení v roce 2003 a také jako důsledek vyplacení odškodného rodinám 270 obětí atentátu na letadlo americké společnosti Pan Am nad skotským Lockerbie z roku 1988.
 Složením prezidentského slibu se Giorgio Napolitano ujal funkce prezidenta Itálie.
16. května – úterý
 Oblast Nové Anglie na severovýchodě USA postihly nejhorší záplavy za posledních 60 let. Po čtyřech dnech nepřetržitých dešťů jsou rozvodněny především řeky Merrimack a Spicket. Byly evakuovány stovky lidí především z New Hampshire.
 Sestavením nové italské vlády byl pověřen středový politik a bývalý předseda Evropské komise Romano Prodi.
17. května – středa
 Evropský parlament ve Štrasburgu schválil objem rozpočtu EU na dalších 7 let (2007–2013) ve výši 864,4 miliardy euro. Česká republika by tak mohla ročně získat čistý příjem až 93 miliard Kč.
 Ve francouzském Cannes byla uvedena premiéra kontroverzního filmu Šifra mistra Leonarda.
18. května – čtvrtek
 Ministerstvo zahraničí ČR oznámilo, že se turisté nemusejí obávat návštěvy ostrova Mauricius a souostroví Seychely z důvodu výskytu onemocnění chikungunya. Situace se na obou ostrovech stabilizovala. Turistům nehrozí žádné nebezpečí.
 Tajfun Chanch si v Číně vynutil evakuaci téměř milionu lidí a sužuje jižní oblasti země. Jsou hlášeny první oběti na životech a rozsáhlé škody na majetku.
 Dosavadní fidžijský premiér Laisenia Qarase získal mandát pro druhé funkční období. Jeho strana Soqosoqo Duavata ni Lewenivanua (SDL) získala 36 křesel v 71místném parlamentu. Vládu vytvoří společně se Stranou práce (FLP; 31 křesel).
 Nepálský parlament jednomyslně odhlasoval oslabení pozice krále a přeměnu hinuistického státu na světskou konstituční monarchii. Stalo se tak v reakci na několikatýdenní občanské nepokoje v Káthmándú. Krok podpořili i monarchisté. Po ratifikaci usnesení bude mít král pouze reprezentativní funkci.
19. května – pátek
 Po více než měsíci se v ČR, tentokráte na Břeclavsku objevily 2 nové případy ptačí chřipky. Virus H5N1 byl doposud prokázán u jedné ze dvou nalezených uhynulých labutí.
 Americký Senát schválil dodatek k imigračnímu zákonu, který stanovuje angličtinu jako úřední jazyk Spojených států.
20. května – sobota
 Po protestech pravoslavných věřících i katolíků byl v Bělorusku stažen film Šifra mistra Leonarda.
 Finská skupna Lordi vyhrála 51. ročník soutěže Eurovize s písní Hard Rock Hallelujah. Získala 292 bodů, což je nejvíce v historii soutěže.
 V Číně byla dokončena výstavba technologické části – vodní elektrárny – největší přehrady světa, nádrže Tři soutěsky.
21. května – neděle
 Občané Černé Hory hlasovali v referendu o samostatnosti země. První předběžné výsledky ukazují 56,8 % podporu, což je nad hranici stanovenou za úspěšnou (55 %). Volební účast dosáhla 85 % registrovaných voličů.
22. května – pondělí
 Podle oficiálních výsledků referenda se pro samostatnost Černé Hory vyslovilo 55,5 % oprávněných voličů. Černá Hora tak po 88 letech obnovuje svoji samostatnost. Zánikem unie Srbsko a Černá Hora vznikají na mapě Evropy dva nové státy, Černá Hora a vnitrozemská Srbská republika. Nástupnickým státem unie je Srbsko, Černá Hora tak musí žádat o členství ve světových organizacích.
 Na pražském Vítkově se uskutečnilo poslední rozloučení s generálem Františkem Peřinou, který zemřel 6. května ve věku 95 let.
23. května – úterý
 Poslanecká sněmovna schválila nové znění zákoníku práce přes odpor prezidenta republiky i Senátu. Pro přijetí hlasovalo 107 poslanců, převážně zástupci ČSSD a KSČM, proti bylo 65 hlasů převážně poslanců za ODS.
 Nad ostrovem Kárpathos v Egejském moři se srazily dvě stíhačky F-16, jedna řecká a druhá turecká. Turecký pilot havárii se zraněním přežil, řecký je mrtev. K podobným incidentům došlo v minulosti již několikrát, protože obě země jsou v trvalém sporu o vzdušný letový prostor nad oblastí Egejského moře.
24. května – středa
 Joseph Kony, vůdce ugandské Boží armády odporu přislíbil ukončení povstalecké činnosti v jižním Súdánu
 Zemřel čelný představitel zambijské politické opozice Anderson Mazoka. V jihoafrické nemocnici podlehl dlouhodobému onemocnění ledvin.
 Rozsáhlý požár zničil nákladový prostor istanbulského mezinárodního letiště, aniž by omezil letecký provoz a odbavování pasažérů. K založení požáru se večer přihlásili kurdští separatisté, bojující proti turecké ústřední vládě.
25. května – čtvrtek
 Papež Benedikt XVI. zahájil svou návštěvu Polska.
 Mohutné záplavy a sesuvy půdy na severu Thajska si vyžádaly nejméně 51 obětí a skoro 100 lidí je pohřešováno.
 Světová zdravotnická organizace vyšetřuje zatím nejvážnější případ ptačí chřipky. V Indonésii zemřelo šest osob z jedné rodiny. Není vyloučeno, že se nakazili navzájem.
 Strana Kuomintang oznámila, že na konci května ukončí vydávání deníku Central Daily News, nejstarších existujících novin v čínském jazyce.
26. května – pátek
 V Berlíně bylo dva týdny před zahájením fotbalového Mistrovství světa slavnostně otevřeno nové hlavní vlakové nádraží Berlin Hauptbahnhof. Nádraží stojí na hranici mezi bývalým Západním a Východním Berlínem a tvoří dopravní uzel na trase ze Stockholmu do Říma a z Paříže do Moskvy. Dálkové vlaky, které dosud jezdily přes nádraží Berlin Zoologischer Garten, budou nově jezdit před hlavní nádraží. Náklady na výstavbu se pohybují kolem 800 milionů eur.
27. května – sobota
 Zemětřesení na Jávě o síle 6,2 stupně Richterovy stupnice postihlo bývalé indonéské hlavní město Yogyakarta a jeho okolí a vyžádalo si kolem než 5 700 mrtvých a přes 20 000 zraněných. Dalším velmi silně zasaženým městem je Bantul.
29. května – pondělí
 Branně-bezpečnostní výbor Poslanecké sněmovny Parlamentu České republiky jednal o zprávě šéfa Útvaru pro odhalování organizovaného zločinu Jana Kubice, že organizovaný zločin prorostl do státní správy a že policejní prezidium, ministerstvo vnitra a předseda vlády Jiří Paroubek omezovali činnost ÚOOZ. Premiér Paroubek to označil na mimořádné tiskové konferenci za spiknutí s cílem zamezit jemu a ČSSD ve volebním úspěchu.
30. května – úterý
 Střední Evropu postihl náhlý návrat zimního počasí. Na horách v Rakousku, Německu i Česku sněžilo a na některých alpských silnicích byly nasazeny sněhové pluhy a sypače, popřípadě museli řidiči použít řetězy. Místy připadlo 15–20 cm nového sněhu.
31. května – středa
 Ministerský předseda Litvy Algirdas Brazauskas se dnes rozhodl podat demisi, s níž odstoupí celá jeho vláda. Příčinou je rozhodnutí největší vládní strany, Strany práce, tuto vládu opustit.
 V kladenské nemocnici zemřel herec Boris Rösner (* 25. ledna 1951). Podlehl závažnému onkologickému onemocnění plic.